# Rige Mænds Hustruer
Rige Mænds Hustruer er en amerikansk stumfilm fra 1922 af Louis J. Gasnier.

## Medvirkende
- House Peters som John Masters
- Claire Windsor som Gay Davenport
- Richard Headrick som Jackie
- Gaston Glass som Juan Camillo
- Charles Clary som Mr. Davenport
- Myrtle Stedman som Mrs. Davenport
- Mildred June som Estelle Davenport